# 越南国家历史博物馆
越南國家歷史博物館（越南语：／）是一座位於越南河內市還劍郡的博物館。博物館館舍由法國建築師歐內斯特·埃布拉德設計，在1926年動工，至1932年開幕，原為法國殖民時期的法國遠東學院路易斯·菲诺博物馆館址，展出東方藝術品。1958年，越南民主共和國（北越）政府接管博物館，把展覽主題改為國家歷史。
博物館的展覽分為五大展區，突出展示了史前時期（30至40萬年前）至20世紀中的越南歷史，並展出超過20萬件展品。

## 位置
越南國家歷史博物館位於河內大劇院以西，地址是河內市還劍郡錢場街1號、陳光啓街216號。

## 歷史
博物館館舍在1926年動工，至1932年開幕，由法國建築師歐內斯特·埃布拉德設計，原為法國殖民時期的法國遠東學院路易斯·菲诺博物馆，展出東方藝術品。有稱館舍揉合了法國殖民建築和傳統越南建築的特色，具有印度支那建築的風格。越南民主共和國政府在1958年接管這座博物館，並把展覽主題改為國家歷史。越南國家歷史博物館在1958年9月3日正式開放給公眾參觀，突出展示了從史前時期（30至40萬年前）開始，至1945年八月革命，越南民主共和國成立為止的越南歷史。

## 特色
博物館館舍是一座法式殖民建築，也是一座印度支那建築，融合了法國建築和中國建築的風格。館舍中央穹頂的設計與古塔相仿，展廳的重檐和陽台也有通風和遮陽的作用。博物館的展廳面積超過2,200平方（24,000平方英尺），分為四個展區和三個展覽室。第一展區的主題是史前時期的越南歷史（從距今50萬或40萬年前開始，至距今4,000年前結束），展示了舊石器時代、新石器時代的人類活動，以及同期越南與其他地區的文化交流。第二展區的主題是「首次建国時期」的越南歷史，介紹了公元前1000年至公元100年期間在越南北方出現過的史前文化，包括東山文化，以及沙黃文化、澳盖文化等。第三展區的主題是公元1世紀至10世紀的越南歷史，第四展區的主題是公元10世紀至20世紀中的越南歷史。三個展覽室的主題是澳盖-扶南文化、占婆石雕藝術和20世紀初的藝術品。博物館展品數量繁多，總數約20萬件，年代上至新石器時期，下至阮朝，均在主樓展出，根據時間順序展示。博物館的展覽突出了共產主義，並形容法國殖民者生性殘暴。

## 展品

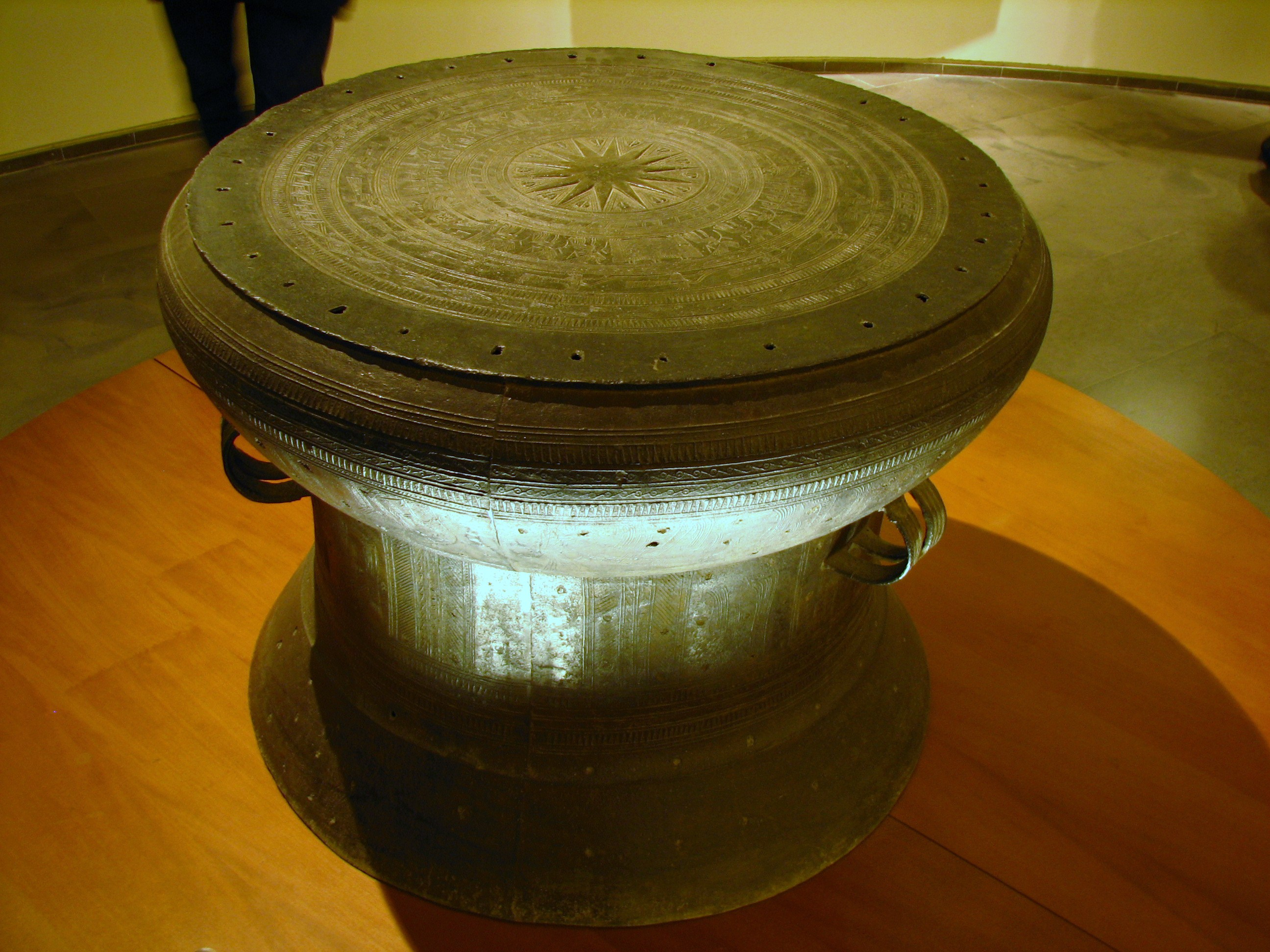
約於公元前800年製造的東山銅鼓

館舍地下展覽的文物包括石器、陶器和飾物，年代可以上溯到公元1400年，展品包括新石器時期和鴻龐時代的墓葬、青銅時期的器具（例如斧頭），以及象徵越南文化的東山銅鼓。1樓的展覽與帝制時代有關，涵蓋的時間段從公元8世紀的丁朝、前黎朝開始，至末代皇朝阮朝結束，展出的文物包括包括鑲有珍珠母貝的五斗櫃、圓柱形的搪瓷骨灰盅、瓷器、顏色鮮豔的漆器，阮朝13位皇帝的寶座、冕服，以至於他們使用過的器具。博物館的展品還包括千手千眼觀世音菩薩像和占婆時期的文物。19世紀末、20世紀初，法國考古學家在美山聖地G1塔進行考古挖掘期間，發現了占婆國王闍耶訶黎跋摩一世（約於1147年至1166年在位）為濕婆神（Śiva, Harivamsesvara）樹立的一塊石碑，後來也已送到博物館保存。後期新增的展品還包括在越南中部、南部、西原地區發現的文物，以及在占婆島附近撈起的沉船殘骸。博物館的英文說明牌不能夠完全解釋展覽的內容。
為了推廣越南古往今來的歷史，博物館在2003年9月至2004年11月期間與比利時皇家美術博物館和奧地利維也納民族學博物館合作，在比利時和奧地利舉行題為「越南——過去與現在」的大型展覽，展出450項文物（416項為越南博物館藏品，34項為8加歐洲博物館的藏品）。

## 腳註
1. 1 2 3 4  Insight Guides 2015，第255頁.
2. 1 2  VNMH 2018, History.
3. 1 2 3  Lenzi 2004，第172頁.
4. 1 2 3  Filek-Gibson 2015，第63頁.
5. ↑  VNMH 2018, History of Vietnam.
6. 1 2 3  Black 2014，第18頁.
7. 1 2  VNMH 2011, Background introduction.
8. 1 2  Pham 2010，第112頁.
9. ↑  Hardy, Cucarzi & Zolese 2009，第219頁.
10. ↑  VNMH 2011, Missions of Museum.

## 外部連結
- （越南文）（英文）（法文） 越南歷史博物館官方網站

21°01′29″N 105°51′35″E / 21.0247°N 105.8597°E